# Kłodawa (gmina, Lubusz)
Pour les articles homonymes, voir Kłodawa.
Kłodawa est une gmina rurale (gmina wiejska) de la powiat de Gorzów, dans la Voïvodie de Lubusz, dans l'ouest de la Pologne.
Son siège administratif (chef-lieu) est le village de Kłodawa, qui se situe environ 7 km au nord de Gorzów Wielkopolski (siège de la powiat).
La gmina couvre une superficie de 234,83 km2 pour une population de 6 327 habitants en 2006.

## Histoire
De 1975 à 1998, la gmina est attachée administrativement à la voïvodie de Gorzów.

Depuis 1999, elle fait partie de la voïvodie de Lubusz.

## Géographie
La gmina de Kłodawa inclut les villages et localités de :

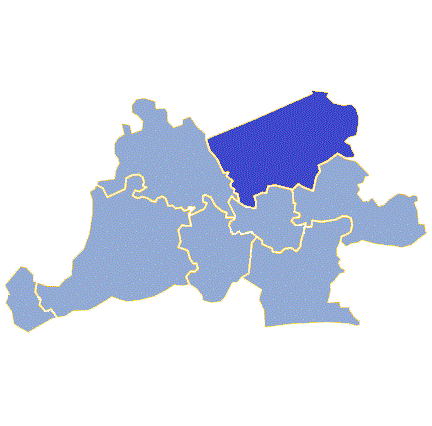
Plan de la gmina

- Chwalęcice
- Kłodawa
- Lipy
- Łośno, Mironice
- Mszaniec
- Rębowo
- Różanki
- Różanki-Szklarnia
- Rybakowo
- Santocko, Santoczno
- Wojcieszyce
- Zamoksze
- Zdroisko

### Gminy voisines
La gmina de Kłodawa est voisine de :

la ville de :
- Gorzów Wielkopolski

et des gminy suivantes :
- Barlinek
- Lubiszyn
- Nowogródek Pomorski
- Santok
- Strzelce Krajeńskie

## Structure du terrain
D'après les données de 2002, la superficie de la commune de Kłodawa est de 234,83 km2, répartis comme telle :
- terres agricoles : 23 %
- forêts : 65 %

La commune représente 19,43 % de la superficie du powiat.

## Démographie
Données du 30 juin 2012 :
| Description        | Total  | Total | Femmes | Femmes | Hommes | Hommes |
| ------------------ | ------ | ----- | ------ | ------ | ------ | ------ |
| Unité              | Nombre | %     | Nombre | %      | Nombre | %      |
| Population         | 5 849  | 100   | 2 926  | 50     | 2 923  | 50     |
| Densité (hab./km²) | 24,9   | 24,9  | 12,5   | 12,5   | 12,4   | 12,4   |